# 중국 인민해방군 로켓군
인민해방군 화전군(중국어 간체자: 人民解放军火箭军), 구칭 인민해방군 제2포병부대(중국어 간체자: 人民解放军第二炮兵部队, 정체자: 人民解放軍第二砲兵部隊, 병음: Dì èr pàobīng bùduì)는 베이징에 본부를 두고 있는 중화인민공화국의 핵탄두 미사일, 재래식 탄두미사일을 운용하는 전략 미사일 부대이다.
육군, 해군, 공군에 이은 제4군으로서 독립군종이다. 1959년에 창설된 소련의 전략로켓군을 본따서 1966년 6월 6일에 창설되었다. 중국 정부의 군사 개혁에 따라 2016년 1월 1일 로켓군으로 재창설되었다.

## 역사
중국 제2포병은 수십개의 미사일여단으로 구성된다. 미사일여단은 6개 발사대대, 1개 지원대대, 통신대대, 전자전팀, 철도팀으로 구성된다. 1개 대대의 발사대는 6~12개이며 1개 발사대에는 7~8개의 미사일이 배치된다. 즉, 미사일여단에는 탄도미사일 252-576발이 배치된다. 4개 미사일여단이 한국을 조준하고 있다.

## 보유 미사일
- ICBM
  - DF-31(CSS-9) 12기(1개 여단)
  - DF-31A(CSS-9 Mod 2) 24개(2개 여단)
  - DF-4(CSS-3) 10기(1개 여단)
  - DF-5A(CSS-4 Mod 2) 20기(3개 여단)
- IRBM
  - DF-21(CSS-5) 80기(5개 여단)
  - DF-21C(CSS-5 Mod 3) 36개(2개 여단)
  - DF-3A(CSS-2 Mod) 2기(1개 여단)
- SRBM
  - DF-11A/M-11A(CSS-7 Mod 2) 108기(4개 여단)
  - DF-15/M-9(CSS-9) 96기(6개 여단)
- LACM
  - CJ-10(DH-10) 54개(2개 여단)

## 기지
- 제51기지 (제96101부대）: DF-31, DF-21 - 요녕성 심양시[2]
- 제61기지(중국어판)
- 제62기지(중국어판)
- 제63기지(중국어판)
- 제64기지(중국어판)
- 제66기지(중국어판)
- 제65기지 - 랴오닝성 선양시
- 제69기지
- 제67기지(중국어판)
- 제68기지(중국어판)

## ICBM
2020년 9월 1일, 미국 국방부는 중국이 보유한 핵탄두가 200기 초반이며 향후 10년간 최소 갑절로 늘어날 수 있다고 전망했다. 지상기반 대륙간탄도미사일(ICBM) 장착 핵탄두는 현재 100기 정도인데 5년 내 약 200기로 늘어날 것으로 보았다. 그러나, 스톡홀름 국제평화문제연구소(SIPRI)와 미국 과학자 연맹 등 민간 싱크탱크는 1980년대 이후 중국의 핵탄두를 320여기로 추산해왔다.
- DF-41 - 10~20, 3단 고체연료, 무게 80톤
- DF-31B - 20~30, 3단 고체연료, 무게 42톤
- DF-31A - 30~50, 3단 고체연료, 무게 42톤
- DF-31 - 8, 3단 고체연료, 무게 42톤
- DF-5C - 10~15, 2단 액체연료, 무게 183톤
- DF-5B - 10~20, 2단 액체연료, 무게 183톤
- DF-5A - 10~20, 2단 액체연료, 무게 183톤
- DF-4 - 20~35, 2단 액체연료, 무게 82톤

## 같이 보기
- 둥펑 (미사일)
- 핵무기 보유국
- 첸쉐썬

## 참고
1. ↑  “中(중), 육·해·공 이어 '로켓군'… 직접 軍旗(군기) 건넨 시진핑”. 조선일보. 2016년 1월 2일. 2016년 1월 2일에 확인함.
2. ↑  1990년대초 길림성 퉁화시에서 이전.